# راقية (اسم)
راقية هو اسم علم مؤنث من أصل عربي، ومعناه هو من الرقة أو من الارتقاء وهو الصعود، ورقية بنت محمد ﷺ كانت خطيبة لابن عمها عتبة بن أبي لهبثم تزوجها عثمان بن عفان توفيت سنة (6هـ).

## الأصل اللغوي
اسم رَاقِيَة هو اسم علم مؤنث عربي الأصل، مشتق من الفعل "رَقِيَ" الذي يعني الصعود والارتقاء إلى مستويات عليا،وهو على وزن "فَاعِلَة" ، و هو "بفتح الراء" و"كسر القاف" "وفتح الياء" و "تسكين التاء المربوطة". 

## شخصيات تحمل الاسم
- راقية إبراهيم (ممثلة مصرية، 22 يونيو 1919 – 1977)

## وصلات خارجية
- موسوعة السلطان قابوس لأسماء العرب نسخة محفوظة 5 أبريل 2019 على موقع واي باك مشين.